# Luc Peire

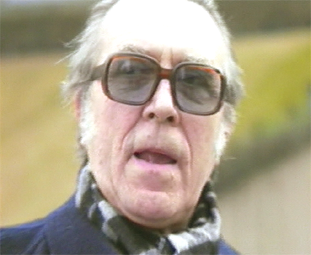
Luc Peire in 1985

Luc Peire (Brugge, 7 juli 1916 - Parijs, 7 februari 1994) was een Belgische kunstschilder met internationale faam.
Peire kreeg zijn opleiding aan de Kunstacademie in Brugge, het HISL in Gent en het Nationaal Hoger Instituut voor Schone Kunsten in Antwerpen.
Zijn eerste werk stond onder de invloed van Constant Permeke en hiermee kon hij als deelgenoot worden beschouwd van de Brugse School. Niet voor lang echter.
Na de Tweede Wereldoorlog evolueerde hij naar een expressionistische en constructief-abstracte kunst, waarin het verticalisme domineerde.
Van 1952 tot 1955 verbleef hij in Belgisch-Congo.
Bij zijn terugkeer was zijn expressie zuiver abstract geworden.
In 1967 realiseerde hij Environnement I, in 1968 Environnement II (Ambiente Mexico 68) en in 1973 Environnement III (voor Auckland, Nieuw-Zeeland).

## Architectuur
Vanaf 1968 creëerde hij talrijke integratiewerken in architectuur:
- Bank van Breda, Antwerpen;
- CSU Angers, 1969;
- CES Angers, 1970;
- La Seyne-sur-Mer, 1973;
- Villeneuve-d'Ascq, 1974;
- Place Carrée, Marne-la-Vallée, 1975-1982;
- Metrostation Roodebeek, Brussel, 1976-1982;
- Rézé-lez-Nantes] 1976;
- CES La Harpes - Rennes, 1977.

In 1970 ontwierp hij Lichttorens.
Vanaf 1964 legde hij zich ook intensief toe op grafisch werk.

## Prijzen
- Prijs Art Jeune - 1942
- Godecharleprijs - 1942
- Prijs van Rome - 1947
- Grote Prijs van de stad Oostende en van de stad Knokke - 1961
- Prijs Floreal Menton - 1964
- Prijs Biënnale van Venetië - 1968
- Grote Prijs voor schone kunsten van de stad Brest - 1979

Ter bevordering van het werk van Luc Peire werd de Vereniging Luc Peire vzw opgericht. Een zeer uitgebreid aantal werken wordt bewaard en tentoongesteld in het Museum Peire in Knokke.